# 系外行星特性探測衛星
系外行星特性探測衛星（CHaracterising ExOPlanets Satellite）是歐洲太空總署一台太空望遠鏡，目的是研究太陽系外行星形成。
系外行星特性探測衛星在2019年12月18日發射升空，任務目的是讓一座安裝在標準衛星平台上的里奇-克萊琴望遠鏡進入太陽同步軌道（約800公里）。在3.5年執行任務時間，系外行星特性探測衛星將檢測地球附近已知的太陽系外行星。

## 外部連結
- CHEOPS homepage （页面存档备份，存于）
- Europe to begin search for habitable planets in our cosmic backyard （页面存档备份，存于）, 22 October 2012, Stuart Clark, The Guardian
- CHEOPS mission visualization - video （页面存档备份，存于）
- Video (86:49) - "Search for Life in the Universe" （页面存档备份，存于） - NASA (July 14, 2014).